# Jarocińska Kolej Dojazdowa
| Streckenlänge: | 82,4 km             |                                               |                                               |
| Spurweite: | 600 mm (Schmalspur) |                                               |                                               |
| |                     |                                               |                                               |
| \| \| 0 \| Witaszyce (Witaschütz) \| Witaszyce (Witaschütz) \| \| \| \| Anschluss an die Bahnstrecke Kluczbork–Poznań \| \| \| \| \| Feldbahn der Ziegelei Witaszyce \| \| \| \| \| Lutynia \| \| \| \| 4,3 \| Wola Książęca (Wola) \| Wola Książęca (Wola) \| \| \| 5,8 \| Twardów (Gut Twardow) \| Twardów (Gut Twardow) \| \| \| 7,2 0,0 \| Twardów Mijanka \| Twardów Mijanka \| \| \| 0,9 \| Bączew (Bonczew) \| Bączew (Bonczew) \| \| \| 2,4 \| Sławoszew (Slawoszew) \| Sławoszew (Slawoszew) \| \| \| 5,1 \| Kurcew (Kurzew) \| Kurcew (Kurzew) \| \| \| 6,7 \| Mamoły \| Mamoły \| \| \| 8,7 \| Skrzypnia \| Skrzypnia \| \| \| 9,8 \| Czermin (Preußenau) \| Czermin (Preußenau) \| \| \| 8,8 \| Racendów (Ratenau) \| Racendów (Ratenau) \| \| \| 12,6 \| Lubinia Mała (Klein Lubin) \| Lubinia Mała (Klein Lubin) \| \| \| 15,5 0,0 \| Sucha Wąsk. \| Sucha Wąsk. \| \| \| \| \| \| \| \| 2,1 \| Lubinia Wielka (Groß Lubin) \| Lubinia Wielka (Groß Lubin) \| \| \| \| Feldbahn \| \| \| \| 4,5 \| Miniszew (Prinzenau) \| Miniszew (Prinzenau) \| \| \| 7,9 \| Kretków (Kretkow) \| Kretków (Kretkow) \| \| \| 11,3 0,0 \| Przybysław (Przybyslaw) \| Przybysław (Przybyslaw) \| \| \| \| \| \| \| \| 1,5 \| Raszewy \| Raszewy \| \| \| \| Feldbahn \| \| \| \| 1,5 \| Konstancin \| Konstancin \| \| \| 3,8 \| Brzostków (Brzostkow) \| Brzostków (Brzostkow) \| \| \| \| Feldbahn \| \| \| \| 5,1 \| Śmielów (Smielow) \| Śmielów (Smielow) \| \| \| 8,0 \| Lgów (Lgow) \| Lgów (Lgow) \| \| \| \| Feldbahn \| \| \| \| \| Feldbahn \| \| \| \| 13,5 \| Komorze \| Komorze \| \| \| \| Feldbahn \| \| \| \| 18,0 \| Grab \| Grab \| \| \| 18,0 \| Robaków (Robakow) \| Robaków (Robakow) \| \| \| \| Prosna \| \| \| \| 22,0 \| Szymanowice \| Szymanowice \| \| \| 24,0 \| Gizałki \| Gizałki \| \| \| 28,0 \| Wronów \| Wronów \| \| \| 31,0 \| Obory Wąsk. \| Obory Wąsk. \| \| \| 35,0 \| Orlina Duża \| Orlina Duża \| \| \| 40,0 0,0 \| Grabina \| Grabina \| \| \| \| \| \| \| \| 4,5 \| Trąbczyn \| Trąbczyn \| \| \| 44,0 \| Drzewce Wąsk. \| Drzewce Wąsk. \| \| \| 46,0 \| Zagórów \| Zagórów \| |                     |                                               |                                               |
| Kopfbahnhof Streckenanfang (Strecke außer Betrieb) | 0                   | Witaszyce (Witaschütz)                        | Witaszyce (Witaschütz)                        |
| Strecke (außer Betrieb) |                     | Anschluss an die Bahnstrecke Kluczbork–Poznań | Anschluss an die Bahnstrecke Kluczbork–Poznań |
| Kreuzung (Strecken außer Betrieb) |                     | Feldbahn der Ziegelei Witaszyce               | Feldbahn der Ziegelei Witaszyce               |
| Brücke über Wasserlauf (Strecke außer Betrieb) |                     | Lutynia                                       | Lutynia                                       |
| Haltepunkt / Haltestelle (Strecke außer Betrieb) | 4,3                 | Wola Książęca (Wola)                          | Wola Książęca (Wola)                          |
| Haltepunkt / Haltestelle (Strecke außer Betrieb) | 5,8                 | Twardów (Gut Twardow)                         | Twardów (Gut Twardow)                         |
| Strecke von links (außer Betrieb) · Abzweig geradeaus und nach rechts (Strecke außer Betrieb) | 7,2 0,0             | Twardów Mijanka                               | Twardów Mijanka                               |
| Blockstelle (Strecke außer Betrieb) · Strecke (außer Betrieb) | 0,9                 | Bączew (Bonczew)                              | Bączew (Bonczew)                              |
| Blockstelle (Strecke außer Betrieb) · Strecke (außer Betrieb) | 2,4                 | Sławoszew (Slawoszew)                         | Sławoszew (Slawoszew)                         |
| Blockstelle (Strecke außer Betrieb) · Strecke (außer Betrieb) | 5,1                 | Kurcew (Kurzew)                               | Kurcew (Kurzew)                               |
| Blockstelle (Strecke außer Betrieb) · Strecke (außer Betrieb) | 6,7                 | Mamoły                                        | Mamoły                                        |
| Blockstelle (Strecke außer Betrieb) · Strecke (außer Betrieb) | 8,7                 | Skrzypnia                                     | Skrzypnia                                     |
| Betriebs-/Güterbahnhof Streckenende (Strecke außer Betrieb) · Strecke (außer Betrieb) | 9,8                 | Czermin (Preußenau)                           | Czermin (Preußenau)                           |
| Haltepunkt / Haltestelle (Strecke außer Betrieb) | 8,8                 | Racendów (Ratenau)                            | Racendów (Ratenau)                            |
| Haltepunkt / Haltestelle (Strecke außer Betrieb) | 12,6                | Lubinia Mała (Klein Lubin)                    | Lubinia Mała (Klein Lubin)                    |
| Bahnhof (Strecke außer Betrieb) | 15,5 0,0            | Sucha Wąsk.                                   | Sucha Wąsk.                                   |
| Abzweig geradeaus und nach links (Strecke außer Betrieb) · Strecke von rechts (außer Betrieb) |                     |                                               |                                               |
| Strecke (außer Betrieb) · Haltepunkt / Haltestelle (Strecke außer Betrieb) | 2,1                 | Lubinia Wielka (Groß Lubin)                   | Lubinia Wielka (Groß Lubin)                   |
| Strecke (außer Betrieb) · Abzweig geradeaus und nach links (Strecke außer Betrieb) |                     | Feldbahn                                      | Feldbahn                                      |
| Strecke (außer Betrieb) · Haltepunkt / Haltestelle (Strecke außer Betrieb) | 4,5                 | Miniszew (Prinzenau)                          | Miniszew (Prinzenau)                          |
| Strecke (außer Betrieb) · Haltepunkt / Haltestelle (Strecke außer Betrieb) | 7,9                 | Kretków (Kretkow)                             | Kretków (Kretkow)                             |
| Strecke (außer Betrieb) · Bahnhof (Strecke außer Betrieb) | 11,3 0,0            | Przybysław (Przybyslaw)                       | Przybysław (Przybyslaw)                       |
| Strecke (außer Betrieb) · Abzweig geradeaus und nach links (Strecke außer Betrieb) · Strecke von rechts (außer Betrieb) |                     |                                               |                                               |
| Strecke (außer Betrieb) · Strecke (außer Betrieb) · Blockstelle (Strecke außer Betrieb) | 1,5                 | Raszewy                                       | Raszewy                                       |
| Strecke (außer Betrieb) · Strecke (außer Betrieb) · Abzweig geradeaus und nach links (Strecke außer Betrieb) |                     | Feldbahn                                      | Feldbahn                                      |
| Strecke (außer Betrieb) · Strecke (außer Betrieb) · Blockstelle (Strecke außer Betrieb) | 1,5                 | Konstancin                                    | Konstancin                                    |
| Strecke (außer Betrieb) · Strecke (außer Betrieb) · Blockstelle (Strecke außer Betrieb) | 3,8                 | Brzostków (Brzostkow)                         | Brzostków (Brzostkow)                         |
| Strecke (außer Betrieb) · Strecke (außer Betrieb) · Abzweig geradeaus und nach rechts (Strecke außer Betrieb) |                     | Feldbahn                                      | Feldbahn                                      |
| Strecke (außer Betrieb) · Strecke (außer Betrieb) · Blockstelle (Strecke außer Betrieb) | 5,1                 | Śmielów (Smielow)                             | Śmielów (Smielow)                             |
| Strecke (außer Betrieb) · Strecke (außer Betrieb) · Dienststation / Betriebs- oder Güterbahnhof (Strecke außer Betrieb) | 8,0                 | Lgów (Lgow)                                   | Lgów (Lgow)                                   |
| Strecke (außer Betrieb) · Strecke (außer Betrieb) · Strecke (außer Betrieb) |                     | Feldbahn                                      | Feldbahn                                      |
| Strecke (außer Betrieb) · Abzweig geradeaus und nach links (Strecke außer Betrieb) |                     | Feldbahn                                      | Feldbahn                                      |
| Strecke (außer Betrieb) · Bahnhof (Strecke außer Betrieb) | 13,5                | Komorze                                       | Komorze                                       |
| Strecke (außer Betrieb) · Strecke (außer Betrieb) |                     | Feldbahn                                      | Feldbahn                                      |
| Haltepunkt / Haltestelle (Strecke außer Betrieb) | 18,0                | Grab                                          | Grab                                          |
| Haltepunkt / Haltestelle (Strecke außer Betrieb) | 18,0                | Robaków (Robakow)                             | Robaków (Robakow)                             |
| Brücke über Wasserlauf (Strecke außer Betrieb) |                     | Prosna                                        | Prosna                                        |
| Haltepunkt / Haltestelle (Strecke außer Betrieb) | 22,0                | Szymanowice                                   | Szymanowice                                   |
| Bahnhof (Strecke außer Betrieb) | 24,0                | Gizałki                                       | Gizałki                                       |
| Haltepunkt / Haltestelle (Strecke außer Betrieb) | 28,0                | Wronów                                        | Wronów                                        |
| Haltepunkt / Haltestelle (Strecke außer Betrieb) | 31,0                | Obory Wąsk.                                   | Obory Wąsk.                                   |
| Haltepunkt / Haltestelle (Strecke außer Betrieb) | 35,0                | Orlina Duża                                   | Orlina Duża                                   |
| Bahnhof (Strecke außer Betrieb) | 40,0 0,0            | Grabina                                       | Grabina                                       |
| Strecke von links (außer Betrieb) · Abzweig geradeaus und nach rechts (Strecke außer Betrieb) |                     |                                               |                                               |
| Kopfbahnhof Streckenende (Strecke außer Betrieb) · Strecke (außer Betrieb) | 4,5                 | Trąbczyn                                      | Trąbczyn                                      |
| Haltepunkt / Haltestelle (Strecke außer Betrieb) | 44,0                | Drzewce Wąsk.                                 | Drzewce Wąsk.                                 |
| Kopfbahnhof Streckenende (Strecke außer Betrieb) | 46,0                | Zagórów                                       | Zagórów                                       |

Die Jarocińska Kolej Dojazdowa war eine Schmalspurbahn in der heutigen polnischen Woiwodschaft Großpolen mit der Spurweite 600 mm. Das Streckennetz hatte eine maximale Ausdehnung von 82,4 Kilometern.

## Geschichte
Die „Jarotschiner Kreisbahn“ wurde am 1. November 1902 eröffnet. Sie hatte ihren Ausgangspunkt nicht in der Kreisstadt Jarotschin (Jarocin), sondern im sechs Kilometer südöstlich ebenfalls an der Bahnstrecke Posen–Kattowitz gelegenen Witaschütz (Witaszyce). Anlass des Baus war die Versorgung der 1897 in Betrieb genommenen Zuckerfabrik Witaschütz. Die Hauptstrecke hatte eine Länge von 29 Kilometern und führte nach Komorze. In Sucha zweigte eine 4,5 Kilometer lange Stichstrecke nach Robakow (Robaków) kurz vor der Grenze zum Russischen Reich ab. Von Anfang an wurde auch auf beiden Strecken Personenverkehr gefahren. 1914 verkehrten täglich drei Zugpaare.
Entlang der Strecke entstanden zahlreiche Feldbahnanschlüsse, am 3. November 1909 nahm die Kreisbahn auch einen nur im Güterverkehr betriebenen Abzweig von Przybyslaw (Przybysław) nach Konstancin in Betrieb, der am 3. August 1911 nach Lgow (Lgów) verlängert wurde. Ein weiterer Güterverkehrsabzweig entstand während des Ersten Weltkriegs von einem Abzweig hinter Twardow (heute Twardów) nach Preußenau (Czermin), er wurde am 26. Juni 1915 eröffnet.
Durch den Versailler Vertrag kam die preußische Provinz Posen und damit auch die Jarotschiner Kreisbahn am 10. Januar 1920 zum neugebildeten polnischen Staat. Die Jarotschiner Kreisbahn hieß nun „Zarząd Jarocińskiej Kolei Powiatowej“.
In der Zwischenkriegszeit wurde weder in den Fahrzeugbestand noch in die Strecke investiert. 1926 verkehrte im Personenverkehr nur ein Zugpaar täglich, zwei weitere nur einmal wöchentlich am Sonntagabend bzw. montags. Der Sommerfahrplan 1939 verzeichnete gar nur mehr zwei Zugpaare pro Woche (montags und freitags), die den Abzweig nach Robaków nur auf der Hinfahrt nach Komorze bedienten. Im Jahre 1936 wurden ca. 1.100 Fahrgäste (d. h. rund 21 pro Woche) und ca. 27.100 t Güter befördert.
1939 wurde während des Zweiten Weltkriegs Großpolen an Deutschland annektiert, das Bahnunternehmen wurde in „Jarotschiner Eisenbahn“ umbenannt. 1939 wurde mit der Verlängerung der Zweigstrecke von Robaków über die ehemals deutsch-russische Grenze begonnen. Hierzu wurde eine Brücke über die Prosna errichtet, die sowohl dem Bahnverkehr als auch dem Straßenverkehr dienen sollte. Aufgrund der Entdeckung von Raseneisenerzvorkommen in der Nähe von Trąbczyn (während der deutschen Besatzung als „Drommin“ bezeichnet) wurde ab 1942 die Verlängerung dorthin geplant. Im Herbst 1943 wurde der Abschnitt Robaków–Trąbczyn für die Erzabfuhr in Betrieb genommen. 1944 verkehrte im Personenverkehr nur noch ein einziges Zugpaar täglich zwischen Witaszyce (damals als „Waidschütz“ bezeichnet) und Trąbczyn. Der ursprünglich die Hauptstrecke bildende Abschnitt Sucha–Komorze wurde im Personenverkehr nicht mehr bedient. Der Bau einer Zweigstrecke vom an der Neubaustrecke gelegenen Grabina nach Zagórów wurde unter deutscher Besatzung begonnen, aber nicht mehr vollendet.
Mit Ende des Zweiten Weltkriegs gelangte Großpolen wieder zu Polen zurück, die Bahn hieß nun „Jarocińska Wąskotorowa Kolej Powiatowa“. Am 29. März 1946 fiel die Entscheidung zur Vollendung des Abzweigs nach Zagórów. Der Bau wurde am 29. August 1947 vollendet, die Eröffnung erfolgte am 10. Dezember 1947. Kurz danach wurde noch in Witaszyce ein neues Bahnhofsgebäude errichtet. 1948 wurde die Verbindung der Strecke sowohl mit der Krotoszyńska Kolej Dojazdowa als auch mit der Wrzesińska Kolej Dojazdowa vorgeschlagen, was auch die Umspurung auf die Spurweite 750 mm nahelegte. Von diesen Plänen wurde aber nichts verwirklicht. 
1949 wurde die Strecke verstaatlicht und von den Polnischen Staatsbahnen (PKP) übernommen. Die Bahn wurde fortan als „Jarocińska Kolej Dojazdowa“ bezeichnet. Der Personenverkehr wurde seitdem nicht nur auf der zur Hauptstrecke gewordenen Strecke Witaszyce–Zagórów, sondern auch auf den Zweigstrecken nach Komorze und Trąbczyn durchgeführt. 1953 wurden in Witaszyce, Komorze, Gizałki, Trąbczyn und Zagórów Drehscheiben in Betrieb genommen, die für den Betrieb von Einrichtungstriebwagen erforderlich wurden. In den 1960er Jahren wurde in Witaszyce ein Kran zum Umladen auf Normalspurwagen in Betrieb genommen.
Ende der 1960er Jahre wurde der Personenverkehr auf dem Abschnitt Grabina–Trąbczyn eingestellt. Erneut aufkommende Pläne zur Umspurung des verbleibenden Netzes scheiterten an den Verlusten, die der Betrieb der Jarocińska Kolej Dojazdowa verursachte. 1971 wurde die Stilllegung des Streckennetzes beschlossen, da die Brücke über die Prosna reparaturbedürftig wurde. Im Mai 1971 wurde der Betrieb zwischen Robaków und Zagórów und zwischen Sucha und Komorze eingestellt. Aufgrund von örtlichen Protesten wurde die Brücke bis 1972 repariert.
1977 wurden die Zuckerrübenanschlussbahnen stillgelegt, da die Durchfahrtshöhe der Unterführung des Anschlussgleises zur Zuckerfabrik unter der Hauptbahn den Betrieb der neu eingetroffenen Dieselloks nicht ermöglichte und die Tieferlegung des Gleises als zu aufwändig angesehen wurde. Das Verkehrsaufkommen sank dadurch weiter. 1978 und 1979 wurden die Abschnitte Przybysław–Lgów, Twardów–Czermin und Grabina–Trąbczyn stillgelegt. Im April 1987 musste erneut die Brücke über die Prosna für 3 Monate gesperrt werden, die beabsichtigte Gesamtstilllegung der Bahn konnte aber abgewendet werden. Ende der 1980er Jahre wurde der Abschnitt Sucha–Komorze stillgelegt. 
1983 nutzten noch 80.000 Personen die Bahn, 1986 nur noch 58.000 Personen. Im Güterverkehr wurden 1965 140.000 Tonnen Fracht befördert, 1986 nur noch 41.000 Tonnen. 
1987 wurde die Stilllegung des verbliebenen Betriebs zum Jahresende 1990 geplant. Obwohl es noch im September 1989 zu einer Einigung mit den Güterverkehrskunden über eine Preiserhöhung kam, wurde erneut ab Dezember 1990 die Stilllegung geplant. Am 19. April 1991 wurde vom Verkehrsministerium endgültig die Stilllegung zum 1. Juli 1991 beschlossen. Am 29. Juni 1991 fuhr schließlich der letzte Zug. Bemühungen um einen Weiterbetrieb der Strecke durch die Anliegergemeinden konnten nicht weiterverfolgt werden, wozu auch die für den LKW-Verkehr zu niedrige Brücke über die Nationalstraße in Witaszyce beitrug. Im Juni 1992 begann der Abbau der Strecke in Witaszyce. Auf der restlichen Strecke gab es anschließend noch Sonderfahrten, ab Februar 1993 wurde dann auch die restliche Strecke abgebaut.

## Fahrzeuge

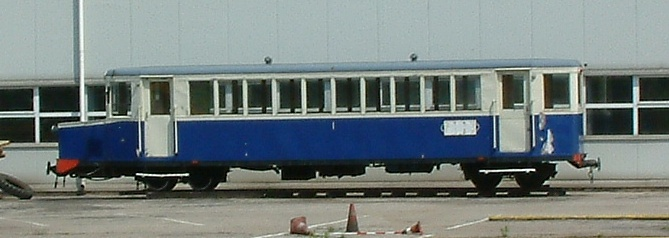
Ehemaliger Triebwagen MBxc1-41 der Jarocińska Kolej Dojazdowa

Nach der Stilllegung kam ein Triebwagen gemeinsam mit einem Personen- und einigen Güterwagen nach Posen zur Parkeisenbahn Maltanka. Ein Triebwagen tauchte auf dem Bydgoszczer Hauptbahnhof auf, ist aber inzwischen verschwunden. Etliche Güterwagen wurden nach Deutschland verkauft, unter anderem an die Berliner Parkeisenbahn. Der einzige vorhandene Packwagen mit Post- und Personenabteil gelangte zu einem Sammler nach Deutschland. Zwei Güterwagen sind 2010 in Bad Malente abgestellt.